# Kateřina (přírodní památka)
Kateřina je přírodní památka na západním okraji obce Břasy v okrese Rokycany. Chráněné území je v péči Krajského úřadu Plzeňského kraje. Důvodem ochrany je odkryv karbonských slepenců a arkóz. Nachází se zde zachovalá 20 m vysoká a 70 m dlouhá těžební stěna bývalého povrchového kamenouhelného dolu.